# Old Cooktown Hospital
Old Cooktown Hospital (pol. Stary Szpital w Cooktown) – zabytkowy budynek szpitalny w Cooktown, w stanie Queensland w Australii. Zaprojektowany przez Francisa Drummonda Greville Stanleya. Wybudowany w latach 1879–1881 przez firmę Alfreda Doorey & Son. 21 października 1992 roku wpisany do Rejestru Zabytków Queenslandu (ang. Queensland Heritage Register). Od 1986 roku obiekt służy jako Sala Królestwa miejscowego zboru Świadków Jehowy.

## Historia budynku
Dawny Szpital Cooktown został wzniesiony w latach 1879–1881, zastępując wcześniejszy, tymczasowy budynek szpitalny wzniesiony w 1874 roku.
W roku 1879 rząd zezwolił na budowę stałego szpitala dla chorych oraz poszkodowanych w wypadkach górniczych z pobliskich kopalń złota. Pierwotny drewniany budynek na parterze posiadał trzy duże oddziały szpitalne, pokój dzienny, ambulatorium i gabinet okulistyczny. Łazienki znajdowały się przy każdym końcu werandy. W środkowej części tego długiego, czterospadowego budynku znajdowało się piętro z przestronnym oddziałem szpitalnym. Z tyłu budynku, pod kątem prostym w stosunku do głównego budynku, znajdowało się skrzydło, w którym  mieściło się pomieszczenie strażników, sklep, pralnia i kuchnia. Budynek położony był przy ulicy Hope Street i przez około 105 lat funkcjonował jako szpital publiczny.
W połowie 1980 roku w mieście wzniesiono nowy szpital. Wówczas Towarzystwo Ochrony Zabytków Queenslandu ogłosiło przetarg na jego sprzedaż. Jednakże koszty związane z jego przeniesieniem i odrestaurowaniem okazały się zbyt wysokie. Nie wpłynęła żadna oferta. W kwietniu 1986 roku został przejęty przez lokalny zbór Świadków Jehowy, który bezpłatnie przeniósł go do miejsca obecnej lokalizacji – na działkę, którą otrzymał nieodpłatnie od władz stanu Queensland. Budynek został bezpłatnie odrestaurowany przez grupę wolontariuszy Świadków Jehowy, którzy przybyli z całego stanu i został zaadaptowany na Salę Królestwa. Budynek dawnego szpitala jest atrakcją turystyczną miasta, jako przykład starej architektury kolonialnej. W sezonie turystycznym bezpłatnie zwiedza go co tydzień od 600 do 1000 osób.